# Aleksander Stryjeński
Aleksander Napoleon Kazimierz Stryjeński, né en 1804 à Białystok et mort le 9 décembre 1875 à Paris, est un cartographe, ingénieur et officier polonais, participant de l'insurrection contre le tsar de 1830.

## Biographie
Issu d'une famille noble, il est le fils de Paweł Stryjeński et Teresa Skinder. En 1817, il entre à l'école militaire de Varsovie où l'un de ses professeurs est Nicolas Chopin, le père de Frédéric, et le commandant Józef Sowiński, l'homme qui a défendu le faubourg de Wola à Varsovie en 1831 pendant l'insurrection polonaise. Stryjeński suit un certain nombre de cours pratiques près de Zamość et de Chęcin. De 1823 et 1826, Stryjeński étudie à l'École d'artillerie et d'ingénieurs de Varsovie, après quoi il a été nommé au grade de sous-lieutenant du 1er régiment d'infanterie.
Il prend part à l'Insurrection de novembre 1830. Il combat à la bataille de Grochów, il arrache lui-même la bannière aux forces russes, ce qui lui vaut l'ordre Virtuti Militari. Sous le commandement du général Dezydery Chłapowski, il participe aux batailles d'Okuniew et de Liw et à l'expédition en Lituanie. Après la défaite de insurrection, il est interné en Prusse. Libéré, il émigre en France. Il reste quelque temps à Besançon, où il rencontre, entre autres Jan Paweł Lelewel, le frère Joachim Lelewel. 
En 1833 il part à Berne et avec Jan Paweł Lelewel il prépare la topographie du canton. En collaboration avec le cartographe suisse Guillaume-Henri Dufour, il développe une première carte moderne de la Suisse. Définitivement établi à Carouge, il travaille comme ingénieur dans la construction de routes et de ponts à Genève. Il est aussi l'auteur de la carte topographique du canton de Fribourg, pour laquelle il gagne un prix à une exposition à Berne. Grâce à lui, la ligne ferroviaire Versoix-Genève et Lausanne-Thörishaus sont tracées.
En 1838 il épouse Pauline de Lestocq avec laquelle il a trois fils et trois filles. Le célèbre architecte de Cracovie Tadeusz Stryjeński est l'un d'eux. 
Il est mort à Paris, lors d'une visite à l'une de ses filles le 9 décembre 1875. Il est inhumé au cimetière des Champeaux de Montmorency.

## Descendance
Il épouse en 1838 Pauline de Lestocq dont:
- Léocadie Stryjeński (1840-1902)
- Sophie Stryjeński (1842-1842)
- Franciszek Stryjeński (1844-1865) mort en déportation lors du second soulèvement de la Pologne
- Caroline Stryjeński (1846-1913) dont
  - Alexandre Cingria (1879-1945), peintre
  - Charles-Albert Cingria (1883-1954), écrivain
- Félicité Stryjeński (1848-1928)
- Tadeusz Stryjeński (1849-1943), architecte et conservateur des monuments historiques installé à Cracovie, un des pionniers du béton armé en Pologne
- Kazimierz Stryjeński (1853-1912), professeur et homme de lettres.